# Top Shotta
Top Shotta è il primo album in studio del rapper statunitense NLE Choppa, pubblicato il 7 agosto 2020 dalla No Love Entertainment.

## Descrizione
Inizialmente il disco era previsto per gli inizi del 2020, ma è stato ritardato a causa della pandemia COVID-19 e delle proteste di per la morte di George Floyd. La produzione dell'album è stata gestita da diversi produttori discografici, tra cui CashMoneyAP, Javar Rockamore e TNTXD. Presenta le apparizioni di Mulatto, Roddy Ricch, Chief Keef e Lil Baby . L'album ha debuttato alla numero dieci della Billboard 200.
L'album è stato anticipato dai singoli Shotta Flow 3, Camelot, Shotta Flow 5, Walk Em Down (con Roddy Ricch), Narrow Road (con Lil Baby) e Make Em Say (con Mulatto).

## Tracce
1. Daydream – 2:22 (testo: Bryson Potts, Noah Pettigrew, Gunnlaugur Sumarlidason, Stefan Vilhelmsson – musica: Glazer, Noè, Stebbz, RealRed)
2. Double Bacc – 3:14 (testo: Potts, Alex Petit, Nikolas Papamitrou, Camren Martin – musica: CashMoneyAP, Nick Papz, Yung Talent, RealRed)
3. Make Em Say (feat. Mulatto) – 3:22 (testo: Potts, Alyssa Stephens, Zachary Thomas, Terrell McNeal, Norva Denton, Carl Dorsey, Andrell Rogers – musica: Budda Beats, MP808)
4. Camelot – 2:28 (testo: Potts, Darzell Triplett – musica: Fresh Duzlt)
5. Walk Em Down (feat. Roddy Ricch) – 2:53 (testo: Potts, Rodrick Moore, Petit, Carlos Daniel Munoz – musica: CashMoneyAP, Loshendrix)
6. Murda Talk – 2:24 (testo: Potts, Robert Reese, Theodore Thomas, Javar Rockamore, Caleb McLean, Ron Montgomery – musica: Keyz, Stonii, Javar Rockamore, Soul Soundz, RealRed)
7. Who TF Up in My Trap – 2:24 (testo: Potts, Reese, Tommaso, Jeffrey Page, Joe Cooley, Rodney Oliver, Jordan Houston, Patrick Houston, Paul Beauregard – musica: Keyz, Stonii, Javar Rockamore)
8. Shotta Flow 3 – 3:01 (testo: Potts, Jose Reynoso-Contreras – musica: Hozay Beats)
9. Top Shotta Flow – 2:46 (testo: Potts, Jeff Lacroix, Rockamore, McLean, Montgomery – musica: Tre Pounds, Javar Rockamore, Soul Soundz, RealRed)
10. Shotta Flow 4 (feat. Chief Keef) – 2:46 (testo: Potts, Keith Cozard, Petit – musica: CashMoneyAP, RealRed)
11. Shotta Flow 5 – 2:46 (testo: Potts, Harald Sorebo, Courageous Herrera – musica: Payday, Xavi, RealRed)
12. Neighborhood Watch – 3:22 (testo: Potts, Kodarius Johnson – musica: Kannon)
13. Can't Take It – 3:05 (testo: Potts, Thomas Horton, Amman Nurani – musica: TNTXD, Evrgrn)
14. Gamble With My Heart – 3:02 (testo: Potts, Horton, David McDowell, Lukas Payne, Jerome Grant, Sterling Reynolds, Jhamiel – musica: TNTXD, Dmac, Karltin Bankz, Londn Blue)
15. Molly – 3:23 (testo: Potts, Petit, Benjamin Calame – musica: CashMoneyAP, Chapo)
16. Paranoid – 2:59 (testo: Potts, Christopher Marcussen, Kyle Junior – musica: Palaze, Kyle Junior)
17. Narrow Road (feat. Lil Baby) – 4:00 (testo: Potts, Dominique Jones, Christopher Rosser– musica: Quay Global)
18. Watch Out For the Narcs – 3:36 (testo: Potts, Petit, Spencer Stewart, Jesse Evans – musica: CashMoneyAP, Spencer Stewart, Evince, RealRed)
19. Made It Happen – 2:51 (testo: Potts, Horton, McDowell, Payne – musica: TNTXD, Dmac,Karltin Bankz, Londn Blue)
20. Depression – 4:03 (testo: Potts, Golden Styles, Leonsio Muca, Lucas Cardoso Suckow, Monique Diamond – musica: GStylesOnTheTrack, Monique Winning)

## Classifiche

### Classifiche settimanali
| Classifica (2020)         | Posizione massima |
| ------------------------- | ----------------- |
| Canada                    | 14                |
| Norvegia                  | 31                |
| Stati Uniti               | 10                |
| Stati Uniti (R&B/Hip-Hop) | 6                 |
| Stati Uniti (Rap)         | 7                 |

### Classifiche di fine anno
| Classifica (2020)         | Posizione |
| ------------------------- | --------- |
| Stati Uniti (R&B/Hip-Hop) | 77        |